# Ken Bell
Pour les articles homonymes, voir Bell.
Ken Bell (30 juillet 1914, Toronto - 26 juin 2000, Gibsons, Colombie-Britannique) fut un photographe photojournaliste canadien pendant la Seconde Guerre mondiale qui couvrit les événements en France, Belgique, Hollande et Allemagne.

## Biographie
L'un des plus célèbres photographes canadiens de son époque, Bell documenta l'implication du Canada dans la Guerre, servant comme lieutenant dans le service photographique de l'armée canadienne.
À l'instar de Robert Capa, Ken Bell débarqua en Normandie le 6 juin 1944 à Juno Beach avec les Royal Highland Fusiliers of Canada. La première vague subit 50 % de pertes, ce qui constitue le deuxième plus fort taux de pertes du Débarquement.
Après la guerre, il poursuivit une belle carrière de photographe professionnel.
En 1953, il publia Curtain Call, une série de photos dans laquelle il essaya de montrer les changements de la nature 5 ans après le VE-day. En 1973, il réalise Not in Vain, rassemblement de photographies de la Guerre et de clichés pris 25 ans après.
En 1990, il collabora avec Desmond Morton sur un livre qui retrace l'histoire du Royal Canadian Military Institute (en).
Ken Bell est l'oncle de l'animateur de dessins animés Richard Williams.

## Collections
- Ses photographies, prises au Rolleiflex, sont conservées à la Bibliothèque et Archives Canada, à Ottawa.
- Archives de la ville de Toronto
- Service photographique des forces canadiennes

## Galerie

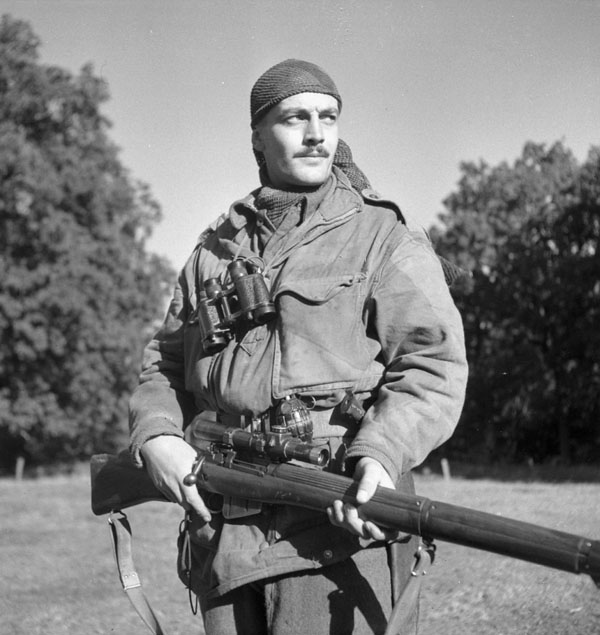
Sgt H A Marshall, Sniper Section, Calgary Highlanders.
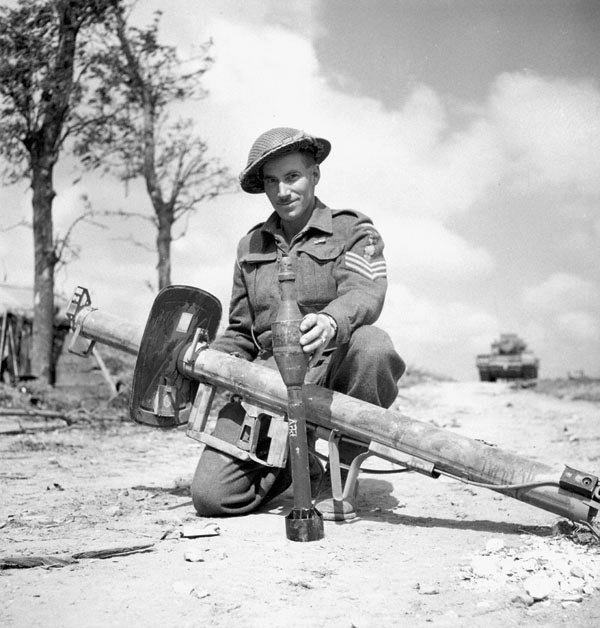
Panzerschrek
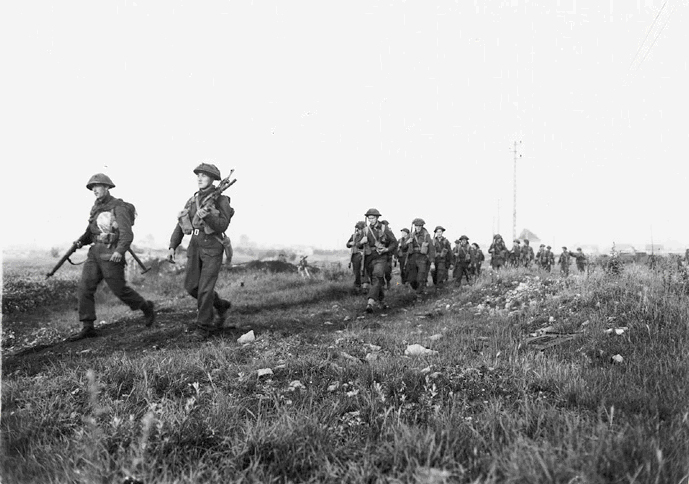
Royal Winnipeg Rifles
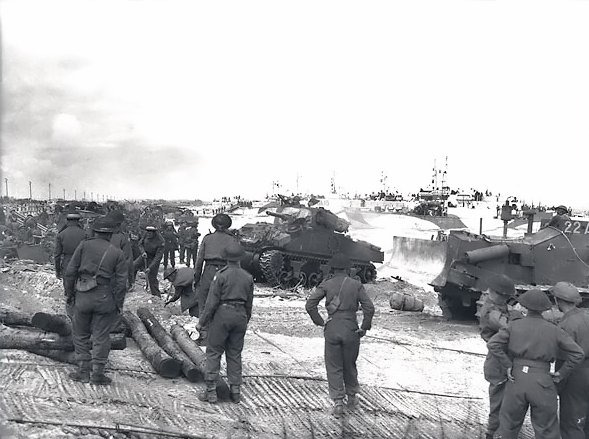
Plage bondée à Courseulles-sur-Mer
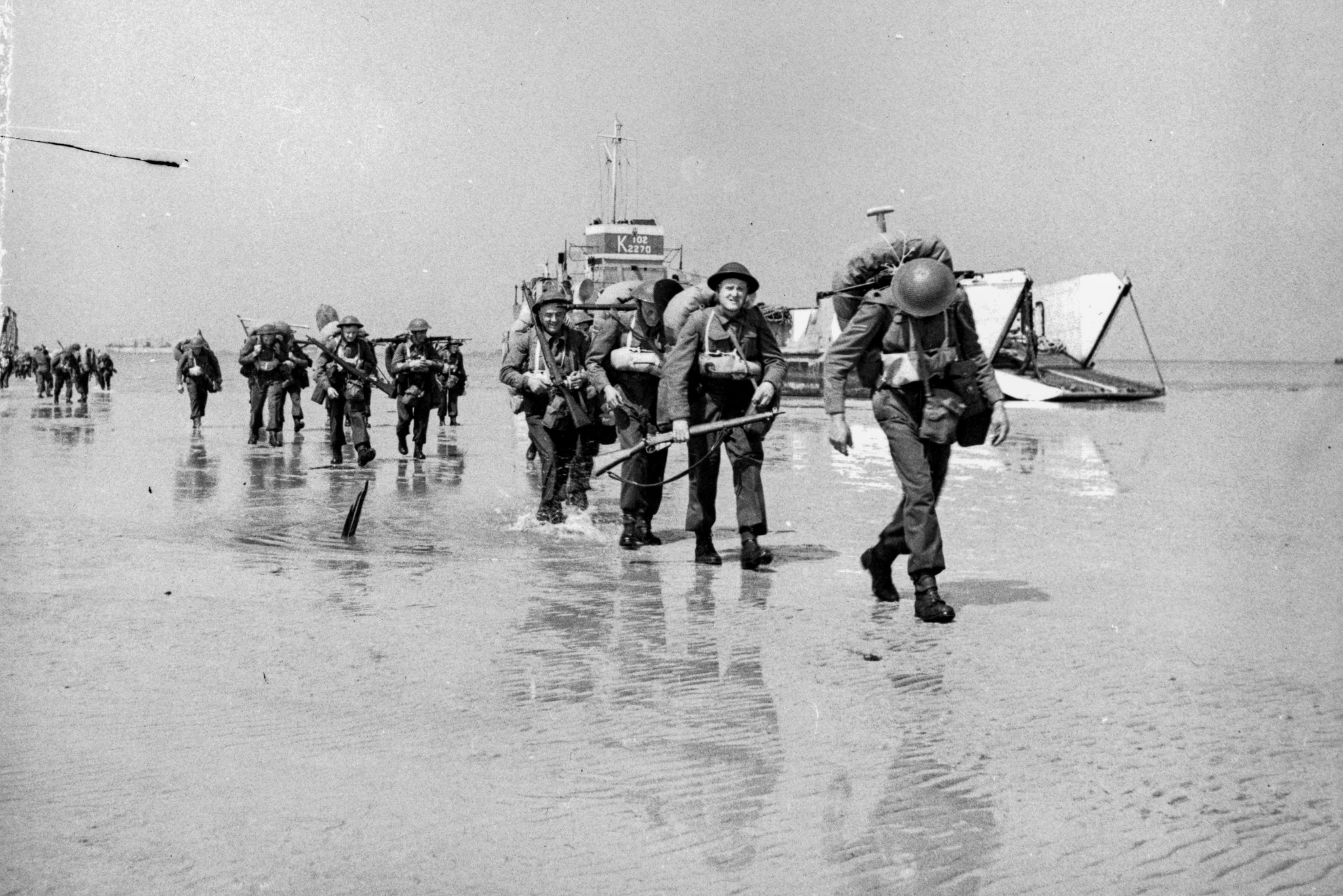
Les renforts de l'infanterie canadienne arrivent à Courseulles-sur-Mer.
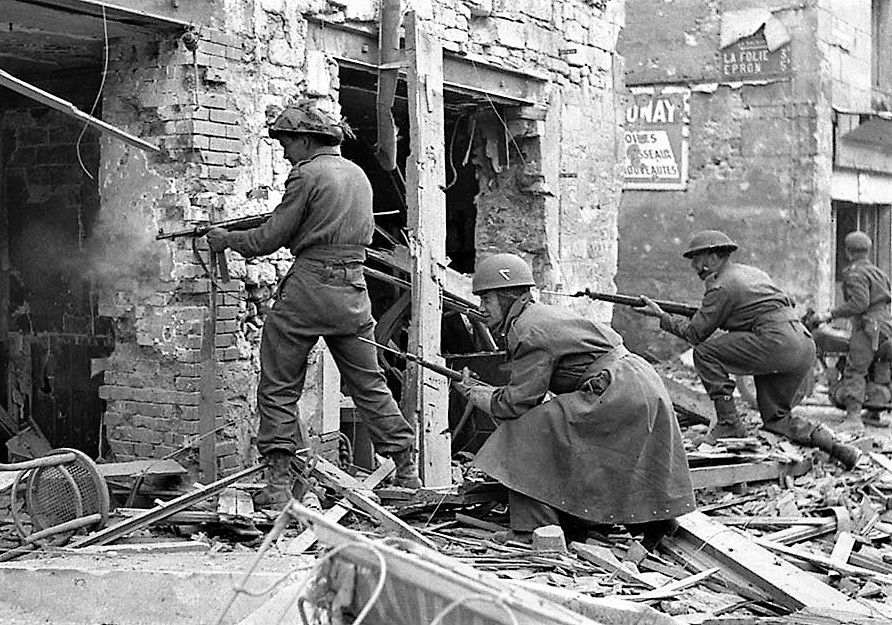
Un soldat canadien fait feu sur l'ennemi dans une maison à Caen, 10 juillet 1944.
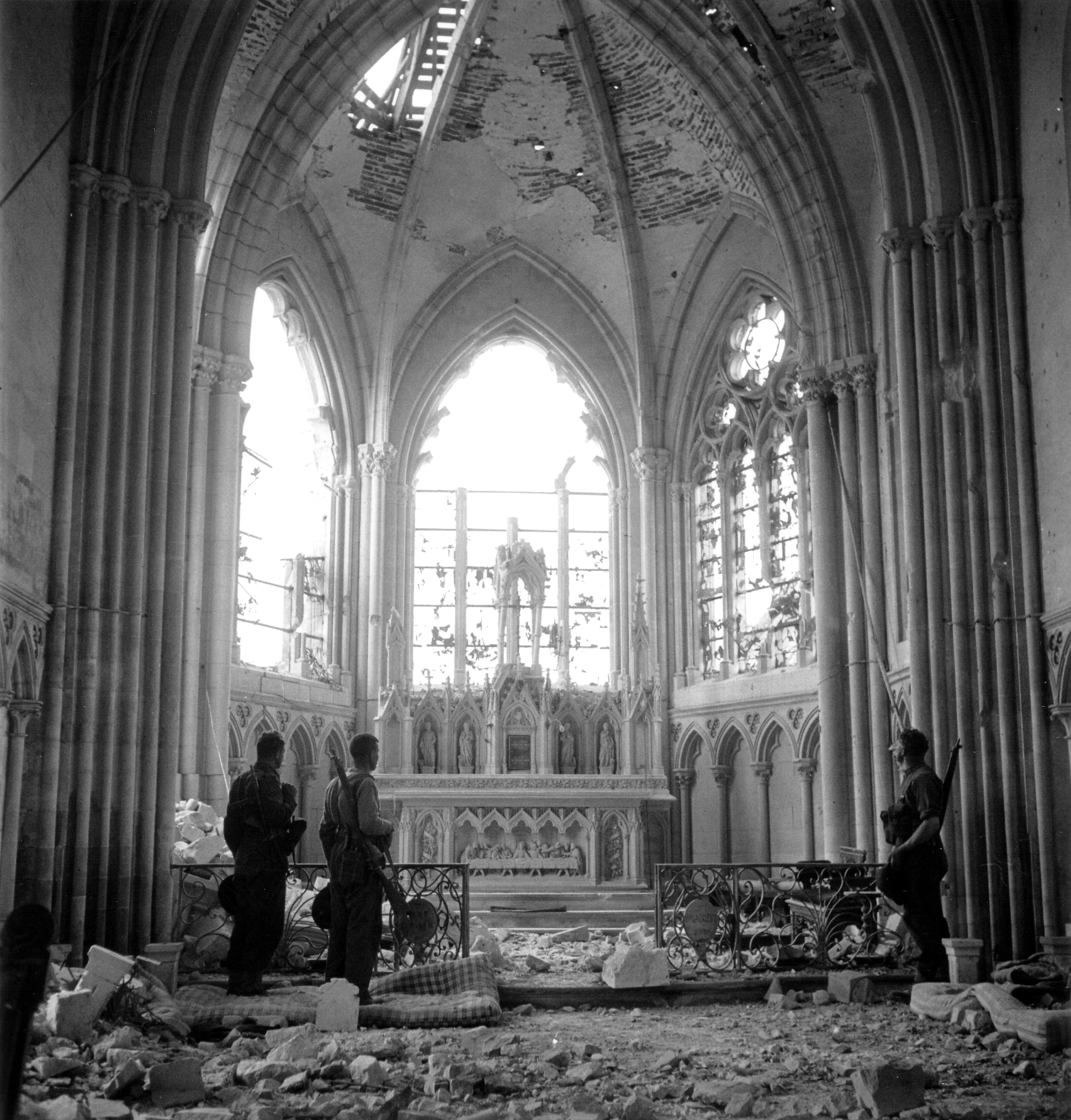
Infanterie canadienne dans une église bombardée à Carpiquet, près de Caen, 12 juillet 1944
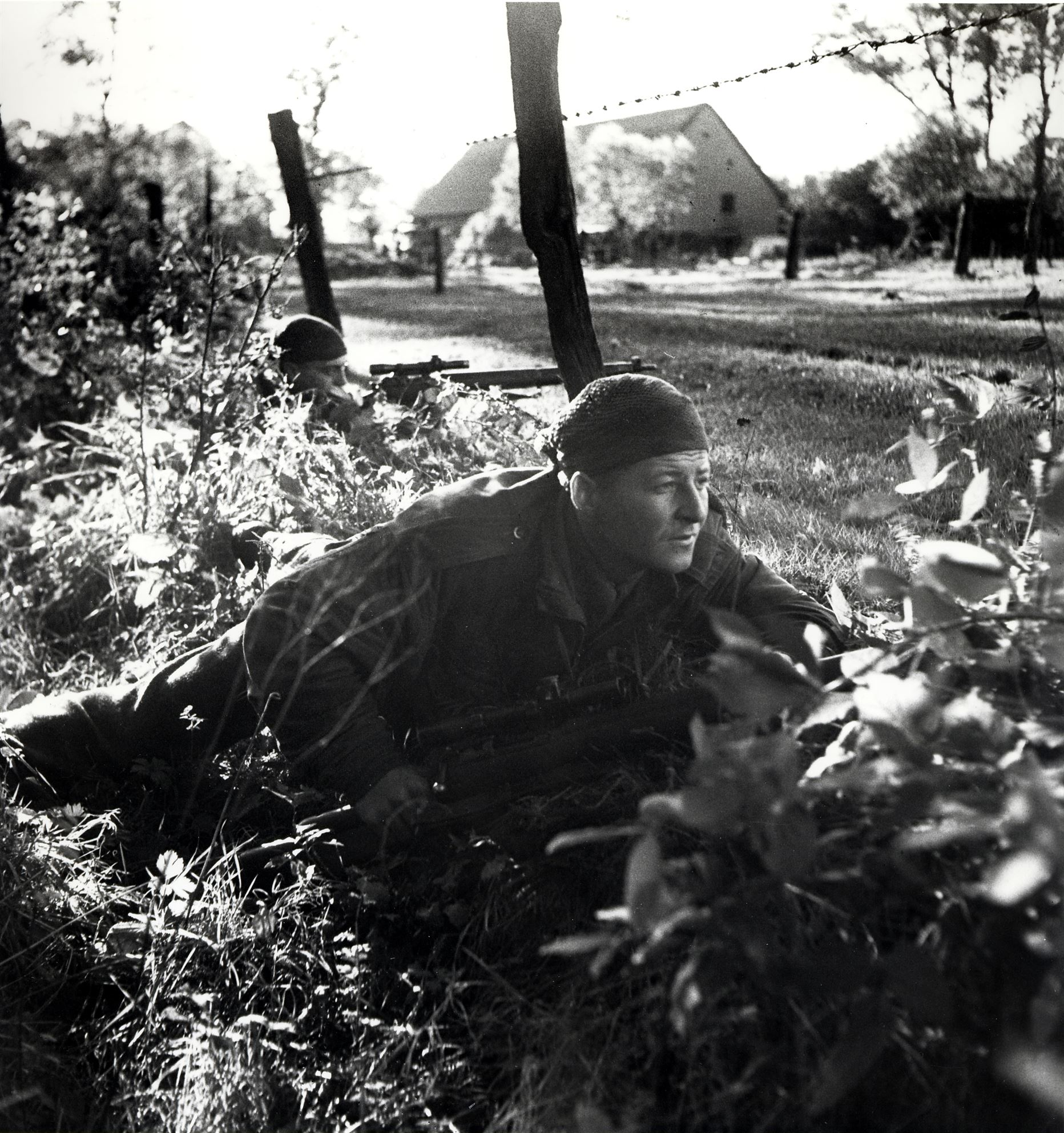
Highlanders, octobre 1944
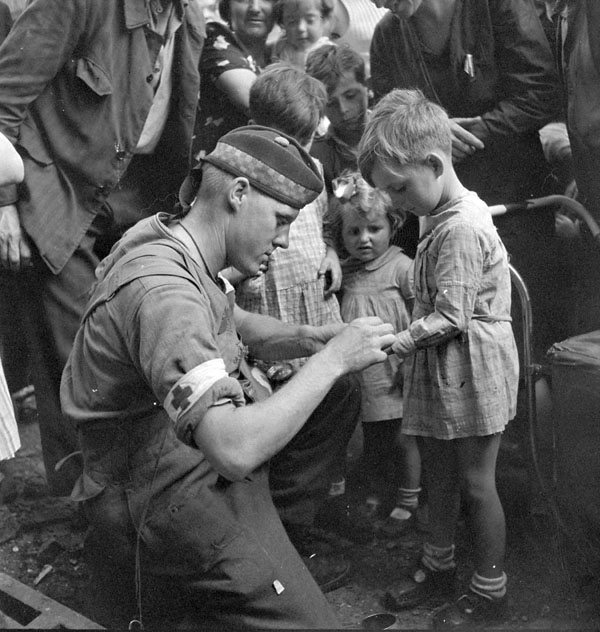
Le soldat canadien MacDonald donne les premiers soins à un enfant
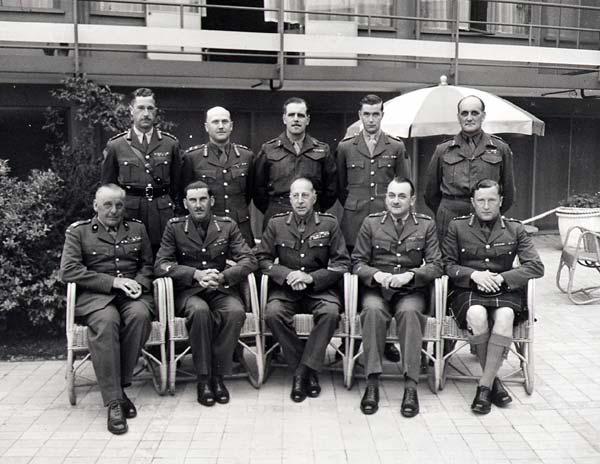
Généraux de la première brigade d'infanterie canadienne
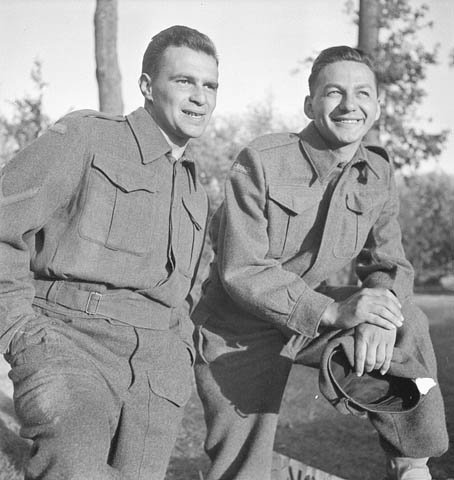
Wayne et Shuster
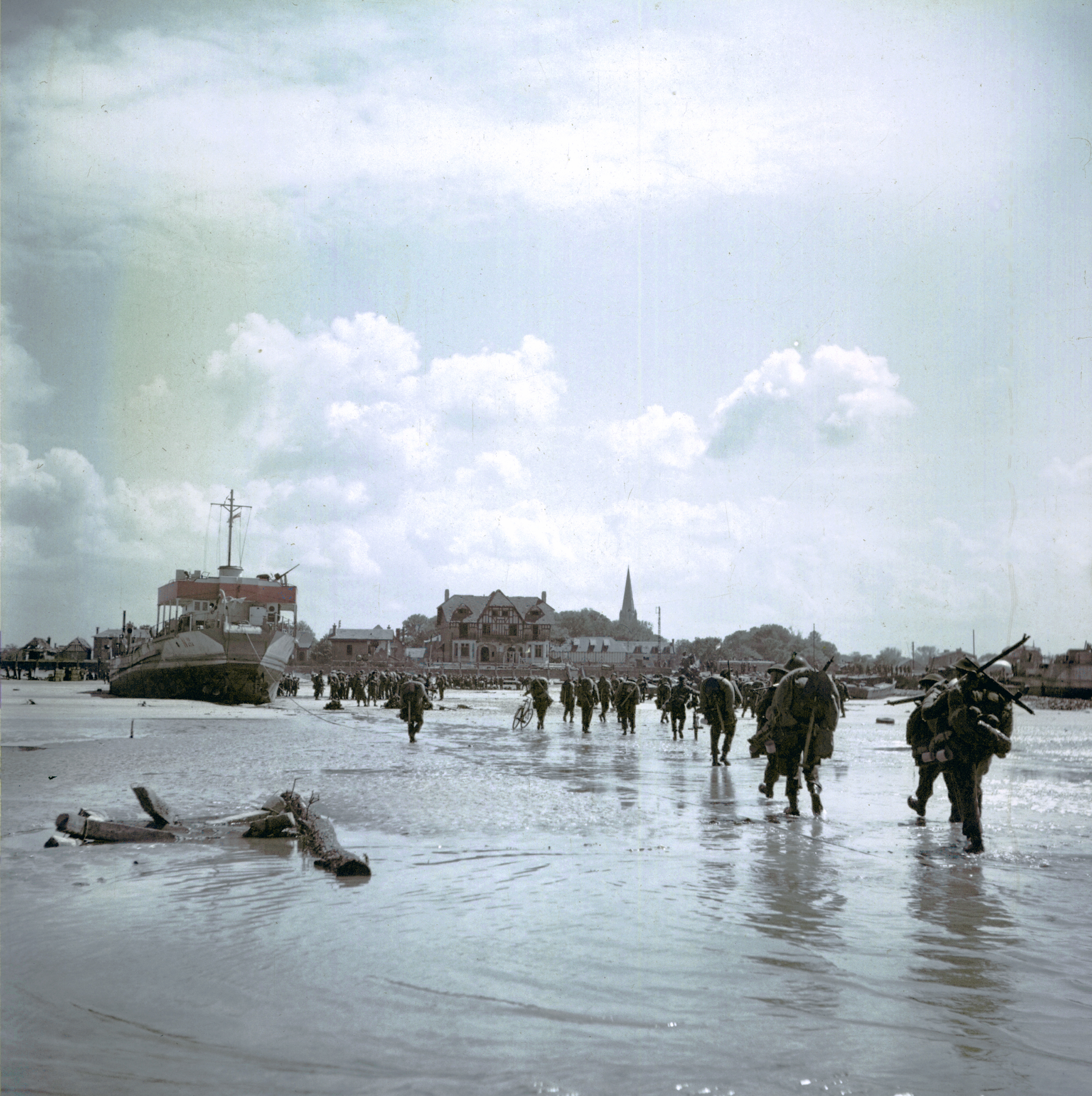
Soldats canadiens, plage de Juno

## Publications
- (en) Curtain Call, 1953
- (en) Ken Bell, Not in vain, Newton Abbot, David and Charles, 1973 (ISBN 978-0-7153-5855-9)
- (en) 100 years: The Royal Canadian Regiment, 1883-1983, Collier Macmillan Canada, 1983  (ISBN 978-0029976708)
- (en) Ken Bell, The way we were, Toronto London, University of Toronto Press, 1988, 255 p. (ISBN 978-0-8020-3990-3)
- (en) Royal Canadian Military Institute: 100 Years 1890-1990', avec Desmond Morton, 1990  (ISBN 9780969471400).
- (en) Ken Bell, A man and his mission : Cardinal Léger in Africa, Scarborough, Ont, Prentice-Hall, 1976 (ISBN 978-0-13-548115-8)
  - Ken Bell (trad. Henriette Major), Un homme et sa mission : le cardinal Léger en Afrique, Montréal, Éditions Optimum, 1976, 190 p. (ISBN 978-0-88890-056-2)

## Source
- (en) Cet article est partiellement ou en totalité issu de l’article de Wikipédia en anglais intitulé « Ken Bell » (voir la liste des auteurs).

1. ↑  « https://www.bac-lac.gc.ca/fra/recherchecollection/Pages/notice.aspx?app=fonandcol&IdNumber=106895 » : « R5529-0-8-E, MG31-D246 »